# Société sans classes
Dans les conceptions anarchiste et marxiste, la société sans classes, appelée aussi anarchie (ou société libertaire) ou société communiste (ou socialiste), désigne une société qui ne serait plus divisée en classes sociales ou stratifications sociales.
La société sans classe serait l'aboutissement et la fin de la lutte des classes :
- Pour les anarchistes, par l'instauration immédiate de la démocratie directe éliminant de fait la notion même de classe dominante politique (abolition de l'État, référendum d'initiative populaire pour le vote des lois et élection au mandat impératif révocable des élus indispensable et des officiers des forces de sécurité), économique (autogestion avec abolition du salariat, refus des monopoles, des cartels et du capitalisme d'État) et religieuse (laïcité et absence de religion d'État).
- Pour les communistes, par la dictature du prolétariat, période transitoire instaurée après que le prolétariat, classe la plus opprimée, a renversé la bourgeoisie par la révolution communiste. La propriété capitaliste serait alors remplacée par la socialisation des biens, laissant la place à une société sans classe et, par conséquent, sans État, celui-ci étant vu comme l'instrument d'exploitation d'une classe sur une autre.

L'objectif du socialisme, selon Karl Marx, est l'abolition des classes sociales et de l'Etat : 
Tous les socialistes entendent par anarchie ceci : le but du mouvement prolétaire, l’abolition des classes, une fois atteint, le pouvoir de l’État, qui sert à maintenir la grande majorité productrice sous le joug d’une minorité exploiteuse peu nombreuse, disparaît et les fonctions gouvernementales se transforment en de simples fonctions administratives. (-Karl Marx, dans Les Prétendues Scissions dans l’Internationale, 1872.)

## La société sans classes de Marx et Engels n'est pas un égalitarisme
Le communisme, donc la société sans classes sociales, selon Marx et Engels s'éloigne de certains courants et d'une certaine conception du socialisme dit "utopique" dans le sens où le but de ce nouveau mode de production socialiste et communiste n'est pas d'envisager une forme d'égalité sociale totale en soit ou une forme d'égalitarisme abstrait. Le communisme ne mettra pas fin totalement à certaines "inégalités". Le but du communisme est de tendre vers une société sans classes où l'on puisse satisfaire les besoins de chacun selon le fameux adage : "De chacun selon ses moyens, à chacun selon ses besoins".

Friedrich Engels précise ceci dans une lettre à August Bebel en mars 1875, où il critique cette conception "égalitariste" qui est notamment fortement influencée originellement par une conception française du socialisme. La société communiste n'est pas « l'Empire de l'égalité » :
L'expression « destruction de toute inégalité sociale et politique » au lieu de « abolition de toutes les différences de classes » est également très suspecte. D'un pays à l'autre, d'une province à l'autre, voire d'un endroit à l'autre, il y aura toujours une certaine inégalité dans les conditions d'existence, inégalité que l'on pourra bien réduire au minimum, mais non faire disparaître complètement. Les habitants des Alpes auront toujours d'autres conditions de vie que les habitants des plaines. Se représenter la société socialiste comme l'Empire de l'égalité est une conception française trop étroite et qui s'appuie sur la vieille devise Liberté, Égalité, Fraternité, conception qui, en ses temps et lieu, a eu sa raison d'être parce qu'elle répondait à une phase d'évolution, mais qui, comme toutes les conceptions trop étroites des écoles socialistes qui nous ont précédés, devrait à présent être dépassée, puisqu'elle ne crée que de la confusion dans les esprits et qu'elle a été remplacée par des conceptions plus précises et répondant mieux aux réalités.
La réflexion autour de la liberté individuelle est également présente au sein de la pensée communiste de Marx, notamment dans le Manifeste communiste où le but du communisme est d'aboutir à une forme d'association "où le libre développement de chacun est la condition du libre développement de tous".